# Макаров, Василий Иванович (актёр)
Василий Иванович Мака́ров (30 декабря 1913 [12 января 1914], Скала, Томская губерния — 29 февраля 1964, Москва) — советский российский актёр театра и кино. Заслуженный артист РСФСР (1945). Лауреат Сталинской премии первой степени (1949).

## Биография
В. И. Макаров родился 30 декабря 1913 (12 января 1914) года в деревне Скала (ныне Колыванского района Новосибирской области) в рыбацкой семье. В 1932 году окончил театральную студию при Новосибирском ТЮЗе и стал его актёром. В 1945 году в Новосибирском театре «Красный Факел». В 1946—1950 годах — актёр МХАТ, в 1950—1955 годах — ЦТСА. В 1956 году на киностудии «Мосфильм». С 1957 года актёр Театра-студии киноактёра.
В. И. Макаров умер от инсульта 29 февраля 1964 года. Похоронен в Москве в колумбарии Новодевичьего кладбища.
Ныне в родном селе Скала в его честь названа улица, на которой он родился.

## Фильмография
- 1948 — Путь славы — Капитан
- 1948 — Суд чести — доцент Кириллов
- 1950 — Секретная миссия — Дементьев
- 1951 — Большой концерт — Глава делегации колхозников
- 1953 — Вихри враждебные — Член парткома
- 1955 — Случай с ефрейтором Кочетковым — Полковник
- 1956 — Бессмертный гарнизон — майор Иван Степанович Батурин
- 1957 — Высота — Игорь Родионович Дерябин
- 1957 — Партизанская искра — Сизов
- 1957 — Ботагоз — Григорий Максимович Кузнецов
- 1960 — Из Лебяжьего сообщают — Иван Егорович Байкалов
- 1960 — Операция «Кобра» — Дмитрий Андреевич Захаров
- 1961 — Барьер неизвестности — Олег Леонидович Казанцев
- 1961 — Високосный год — Леонид Никитич Куприянов
- 1961 — Мир входящему — Комендант
- 1962 — 49 дней
- 1962 — Молчат только статуи
- 1962 — Увольнение на берег — Василий Кузьмич
- 1962 — Коллеги — Главный инженер
- 1963 — Секретарь обкома — Лаврентьев
- 1963 — Русский лес — Политрук
- 1964 — Живые и мёртвые — Николай Петрович Зайчиков
- 1964 — Зелёный дом — Человек в куртке

## Роли в театре
МХАТ
- 1947 — «Зелёная улица» А. А. Сурова — Алексей Никифорович Сибиряков
- 1947 — «Дни и ночи» К. М. Симонова — Александр Петрович Сабуров
- 1948 — «Хлеб наш насущный» Н. Е. Вирты — Роман Петрович Мохов

ЦТСА
- 1950 — «Совесть» Ю. П. Чепурина — Максим Павлович Ножкин
- 1951 — «Под чужим небом» Д. И. Гулиа — Соколов
- 1952 — «Сергей Лазо» — С. Г. Лазо
- 1954 — «Лётчики» — Друнин
- 1954 — «Гибель эскадры» А. Е. Корнейчука — Гайдай

## Награды и премии
- Сталинская премия первой степени (1949) — за исполнение роли машиниста Сибирякова в спектакле «Зелёная улица» А. А. Сурова на сцене МХАТ[4]
- Заслуженный артист РСФСР (16.05.1945)
- Орден «Знак Почёта» (26.10.1948)[5].
- Медаль «За доблестный труд в Великой Отечественной войне 1941—1945 гг.» (08.12.1945)